# Gammarus taliensis
Gammarus taliensis is een vlokreeftensoort uit de familie van de Gammaridae. De wetenschappelijke naam van de soort is voor het eerst geldig gepubliceerd in 1954 door Shen.